# Solenangis
Solenangis es un género con ocho especies de orquídeas de hábitos epífitas. Es originario de los trópicos de África y del sudoeste del Océano Índico.

## Descripción
Es una planta herbácea escandente y de hábito epifita sin hojas y con tallo de hasta 90 cm de longitud y numerosas raíces que surgen del mismo. La inflorescencia sale del tallo con varias flores.

## Taxonomía
El género fue descrito por Rudolf Schlechter y publicado en Beihefte zum Botanischen Centralblatt 36(2): 133. 1918.

## Especies
- Solenangis africana R.Rice, Oasis 3: 3 (2006).
- Solenangis aphylla (Thouars) Summerh., Bot. Mus. Leafl. 11: 159 (1943).
- Solenangis clavata (Rolfe) Schltr., Beih. Bot. Centralbl. 36(2): 134 (1918).
- Solenangis conica (Schltr.) L.Jonss., Bot. Not. 132: 382 (1979).
- Solenangis grahamii R.Rice, Oasis 3: 3 (2006).
- Solenangis longipes R.Rice, Oasis 3: 4 (2006).
- Solenangis scandens (Schltr.) Schltr., Beih. Bot. Centralbl. 36(2): 134 (1918).
- Solenangis wakefieldii (Rolfe) P.J.Cribb & J.Stewart, Kew Bull. 40: 413 (1985).